# Proletarsk (město)
Proletarsk (rusky Пролетарск) je město v Rostovské oblasti v  Ruské federaci. Při sčítání lidu v roce 2010 měl přes dvacet tisíc obyvatel.

## Poloha a doprava
Proletarsk leží v Předkavkazí na Čepraku jen pár kilometrů nad jeho ústím zprava do Západního Manyče v povodí Donu. Od Rostova na Donu, správního střediska oblasti, je Proletarsk vzdálen přibližně dvě stě kilometrů jihovýchodně. bližší větší město je Salsk ležící přibližně třicet kilometrů jihozápadně.
Od roku 1899 přes město vede železniční trať z Volgogradu do Tichorecku. Zdejší stanice se jmenuje Proletarskaja.

## Dějiny
Proletarsk vznikl jako kozácké sídlo, později zvané stanice Kara–Čaplak.  Začátkem sedmdesátých let devatenáctého století stanici navštívil velkokníže Nikolaj Nikolajevič a na jeho počest byla v roce 1875 přejmenována na jméno Velikokňažeskaja (Великокняжеская).
V roce 1925 došlo k dalšímu přejmenování, tentokrát na Proletarskaja (Пролетарская) k poctě proletariátu. K poslednímu přejmenování na Proletarsk došlo v roce 1970 s povýšením na město.

### Rodáci
- Arbi Mairbekovič Čakajev (* 1990), rakouský boxer ruského původu